# NGC 128
NGC 128 là một thiên hà dạng hạt đậu trong chòm sao Song Ngư. Nó cách Trái Đất khoảng 190 triệu năm ánh sáng và có đường kính khoảng 165.000 năm ánh sáng.

## Khám phá
NGC 128 được nhà thiên văn học William Herschel phát hiện vào ngày 25 tháng 12 năm 1790 bằng cách sử dụng kính viễn vọng phản xạ với khẩu độ 18,7 inch. Tại thời điểm khám phá, tọa độ của nó được ghi lại là 00h 29m 15.0s, 2° 51′ 51″. Sau đó, John Herschel đã quan sát thấy vào ngày 12 tháng 10 năm 1827.

## Hình thức bên ngoài
Thiên hà được mô tả là "khá sáng", "rất nhỏ" với "phần giữa sáng hơn". Nó có đường kính khoảng 165.000 năm ánh sáng và được kéo dài. Thiên hà nổi tiếng với phần phình hình vỏ (vỏ đậu phộng) và vào năm 2016, người ta đã phát hiện ra rằng có hai cấu trúc lồng nhau như vậy, có thể liên kết với hai thanh sao.

## Thông tin nhóm thiên hà

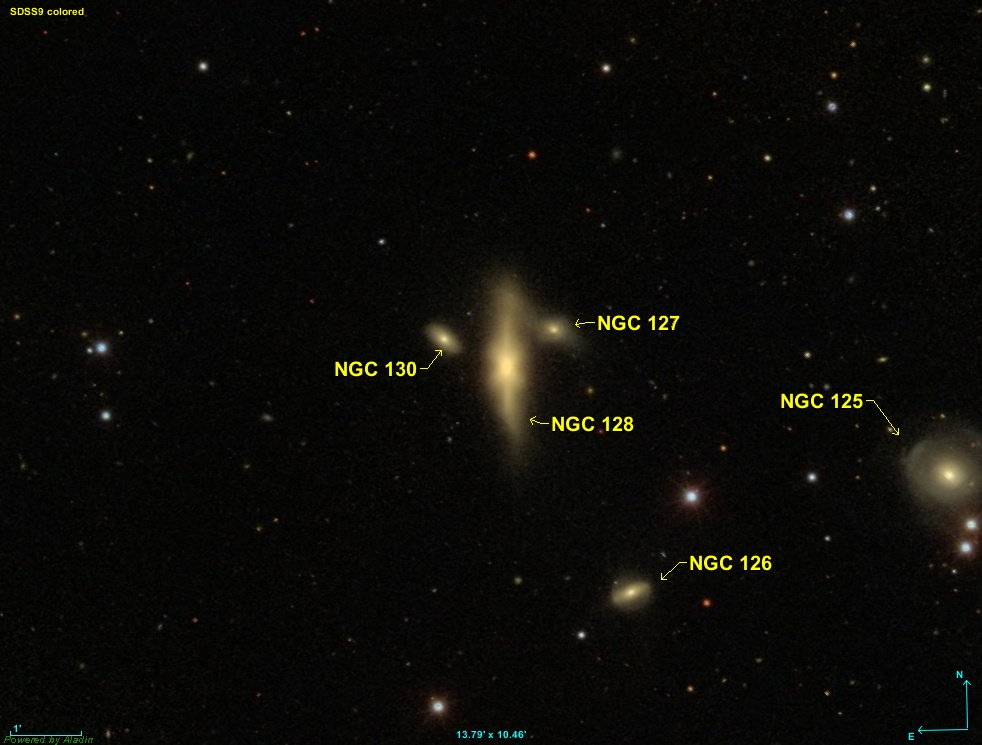
Nhóm NGC 128 có nhãn

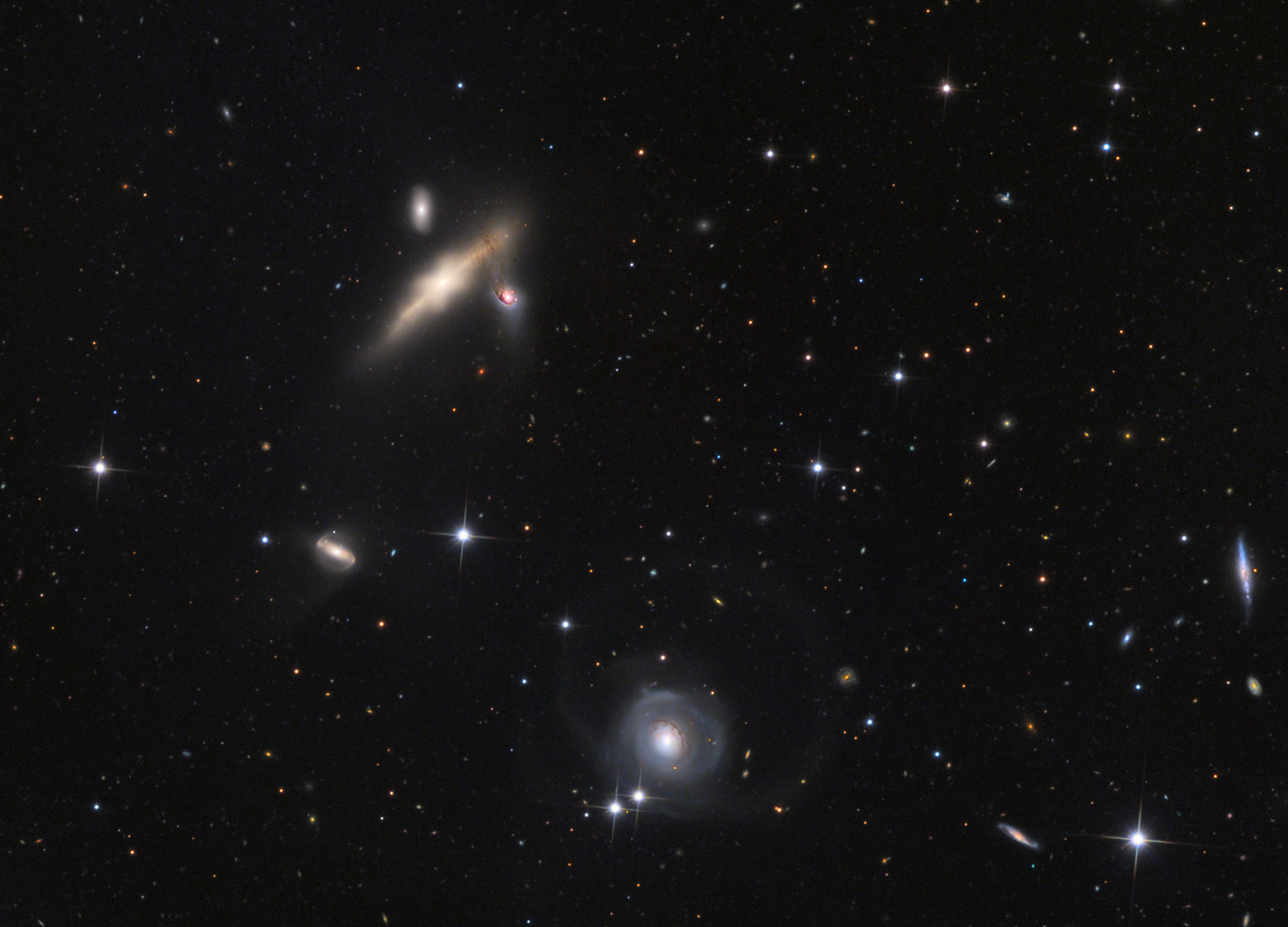
Nhóm NGC 128 không có nhãn

NGC 128 là thành viên lớn nhất và là tên của nhóm NGC 128, cũng bao gồm các thiên hà NGC 127 và NGC 130. NGC 128 có một cây cầu thủy triều mạnh với NGC 127 và có bằng chứng về sự tương tác giữa cả ba thiên hà trong nhóm. NGC 128 có hình dạng hạt đậu đáng chú ý có khả năng được gây ra bởi tác động hấp dẫn của hai thiên hà kia.